# Retail
El retail, también conocido en español como venta al detalle o comercio minorista, es un sector económico que engloba a las empresas especializadas en la comercialización masiva de productos o servicios uniformes a grandes cantidades de clientes. Es el sector industrial que entrega productos al consumidor final. La razón para involucrar a mayoristas y minoristas en un mismo sector fue una consecuencia de la gran cantidad de problemas y soluciones comunes que tienen ambos sectores por la masificación y diversidad tanto de sus productos como de sus clientes.
En el negocio del retail se pueden incluir todas las tiendas o locales comerciales que habitualmente se encuentran en cualquier centro urbano con venta directa al público; sin embargo, su uso se halla más bien ligado a las grandes cadenas de locales comerciales dedicadas a la venta de productos de consumo masivo. El ejemplo más común del retail lo constituyen los supermercados; otros comercios tradicionalmente asociados al retail son las tiendas por departamentos, casas de artículos para el hogar, tiendas tradicionales, ferreterías, farmacias, venta de indumentaria, librerías, entre muchas más. La complejidad del retail viene dada por la amplia variedad de artículos y tipos de artículos que ofrecen, así como el nivel de operaciones efectuado. Las operaciones de venta del retail generan una cantidad de datos tal que puede resultar abrumadora para aquellos ajenos al negocio.

## Definición moderna de retail
Los cambios tecnológicos y sociales han modificado el comportamiento de compra de los compradores, lo que está ocasionando que la definición clásica de retail tenga un problema. Básicamente los retailers compraban en volumen para reducir costos, hacían economías de escala y vendían con el mayor margen posible. Este modelo asume que el cliente pase necesariamente por un punto de venta físico, algo que la difusión de internet y las tiendas en línea, ya no dan por sentado. El retail debe definirse hoy en día desde el punto de vista de la solución concreta que ofrece a su comprador. Las cadenas de tiendas que no han modificado su modelo de negocio y no se han adaptado a este nuevo ecosistema que incluye el mundo digital, son las que se encuentran cerrando sus puertas y siendo reemplazadas por las nuevas cadenas que sí han podido evolucionar e incorporar estos nuevos escenarios.

## Canales de venta
Una característica que puede ser común al segmento del retail era su canal de venta compuesto por tiendas o locales comerciales, sin embargo la aparición de la venta telefónica y la venta por Internet también han derribado este concepto. En las grandes cadenas es muy común la ampliación a numerosos puntos de venta, lo cual permite el mejor aprovechamiento de costes comunes como pueden ser marketing, publicidad, administración o el diseño de locales, por nombrar sólo algunos.
Los canales de venta son la esencia del retail, y buena parte de sus esfuerzos y diferenciación se concentran en el diseño y la experiencia de compra que proporcionan los distintos canales.

## Logística
En las cadenas dedicadas al retail (como por ejemplo El Corte Inglés), es un factor común la presencia de centros de distribución, grandes depósitos o almacenes ubicados en puntos logísticamente estratégicos que abastecen a las tiendas de forma regular. Los centros de distribución —a veces también llamados centros de operación logísticos— también pueden abastecer a los consumidores, pero debido a que estos centros se especializan en actividades logísticas y no en atención al público no es muy frecuente que los clientes puedan ser atendidos directamente en ellos.
Los centros de distribución pueden pertenecer a la empresa o estar tercerizados en operadores logísticos, sin embargo, salvo en los casos de venta de servicios la masificación que diferencia al retail de otros rubros exige la utilización de estos centros logísticos. A su vez es remarcable notar que el número de centros de distribución no crece proporcionalmente a la cantidad de puntos de venta, sino que su número tiene más bien una relación directa con el área geográfica que pueden atender.
Los costos logísticos que corresponden a cada centro comercial variarán en función de la distancia al centro de distribución (y de este al lugar de producción o ingreso de importación) y los volúmenes consumidos. No obstante, por cuestiones de imagen y costos publicitarios las cadenas imponen un precio único para sus productos; esto puede verse como una absorción de los costos mayores en los centros alejados y de menor volumen, o bien como un recargo a aquellos clientes que habitan en grandes centros de consumo cercanos a los centros de producción.

## Productos
Otro aspecto a considerar es la escasa elaboración de los productos, de hecho se podría definir la actividad elementalmente como compra, abastecimiento, distribución y venta de no ser por la aparición de productos masivos que requieren algún grado de elaboración generalmente no muy importante; tal es el caso de las cadenas de venta de computadoras comúnmente denominados clones.
El hecho de no incluir elaboración o incluirlo sólo de forma mínima le quita al sector retail la principal complejidad del sector productivo. En su lugar, la complejidad del retail suele ser vista como la gran variedad de productos y servicios que ofrecen, que obligan al desarrollo de complejas y costosas estructuras para administrar, almacenar, vender y publicitar un conglomerado de artículos que demandan gestiones muy diferentes para cada uno. Tal variedad de artículos (algo que se ve especialmente en los supermercados) motivó el surgimiento de lo que se denomina la administración por productos (product management), un mecanismo por el cual el proceso completo de la cadena de suministro es dirigida por distintos grupos de personas en función del tipo de artículo o servicio. De esta manera se puede tener un grupo enfocado en la compra, almacenamiento, distribución y venta de artículos que requieren cadena de frío, otro para artículos con garantía de fabricación, y así.
Desde fines del siglo XX se ha manifestado cada vez con mayor fuerza una tendencia a la utilización de las denominadas marcas propias, marcas creadas o compradas por la cadena de retail para su uso exclusivo en sus centros comerciales. Este esquema permite al fabricante desentenderse de la publicidad de su marca y concentrarse solamente en la fabricación, otorgando en muchos casos el mismo producto pero con leves diferencias estéticas a distintas cadenas; a su vez, el retail se ve favorecido por precios de costo reducidos por la desaparición de la publicidad dentro del costo de adquisición. La amplia aceptación de este esquema llevó a que muchas cadenas tengan segundas y hasta terceras marcas propias.
La uniformidad del producto es lo que distingue este de otros rubros de venta masiva, como ser cadenas de comidas rápidas o de servicios. En el retail el producto ofrecido no tiene variaciones, mientras que un producto elaborado en el momento tiene intrínsecamente una variación única en cada producto o servicio entregado.

## Precios de costo y venta
Un punto que distingue al retail de las actividades productivas es el tratamiento contable dado a sus productos. Mientras que en la producción el valor de cada artículo se determina a partir del precio del producto adquirido más sus sucesivas transformaciones, en el retail el precio de costo (y frecuentemente de venta) de todos los artículos se ve modificado cada vez que se negocian nuevas condiciones de compra.
Por ejemplo un supermercado es un retail de productos y una telefónica es un retail de servicios.
Otro elemento que distingue a este sector es la utilización del margen como unidad elemental de medición del desempeño de la compañía o de un segmento del retail. Mientras que el margen surge de calcular el valor relativo de la venta sobre el precio de costo (margen = [precio de venta - precio de costo] / precio de costo), también se ha popularizado el concepto de la tasa de marca que mide el margen en forma relativa pero sobre el precio de venta (tasa de marca = [precio de venta - precio de costo] / precio de venta). La tasa de marca es ampliamente usada en aquellos casos donde el proveedor impone una política de precios finales fijos, pero otorgando a cada cadena de retail una tasa de marca diferente, por lo general más grande a medida que aumentan los volúmenes de compra.